# Castello di San Andrés
Il castello di San Andrés (in spagnolo: castillo de San Andrés o torre de San Andrés) è una fortezza difensiva che si trova nel villaggio di San Andrés a Santa Cruz de Tenerife (Isole Canarie, Spagna).

## Storia
Alla fine del XVI secolo, il re Filippo II ordinò l'italiano Leonardo Torriani ingegnere militare di fortificare la costa di Santa Cruz de Tenerife, tra queste fortificazioni anche avuto la necessità di proteggere l'antica valle di Salazar quello che oggi è San Andrés. L'attuale castello fu costruito per difendere l'isola dagli attacchi dei pirati nel XVII secolo, su un terreno su cui sorgevano diversi edifici preesistenti. Il castello è noto per il suo ruolo nella battaglia di Santa Cruz de Tenerife di 1797, che distrusse parte della flotta inglese dell'ammiraglio Horatio Nelson rendendo così impossibile l'invasione britannica dell'isola. In questa battaglia, Nelson perse un arto.
Questo monumento è stato una vittima delle acque tracimanti dal canalone che scorre accanto ad esso in caso di grandi piogge. Nella sua storia di quasi 300 anni, la torre fu distrutta e ricostruita almeno quattro volte. Nel 1898, gravi inondazioni distrussero parte del castello, lasciando un'altra parte della struttura nelle condizioni in cui si trova oggi.
Il 22 aprile 1949, è stato dichiarando patrimonio storico spagnolo e il 28 novembre 1967 è stato dichiarato di interesse turistico nazionale. Nel 1999 è stato dichiarato di interesse culturale delle isole Canarie. Oggi è considerato il simbolo del villaggio di San Andrés.

## Galleria d'immagini

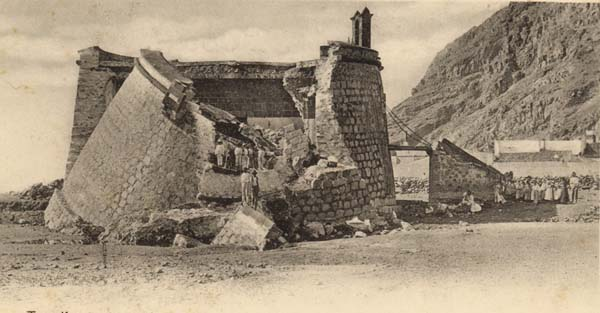
Castello di San Andrés, 1895-1900
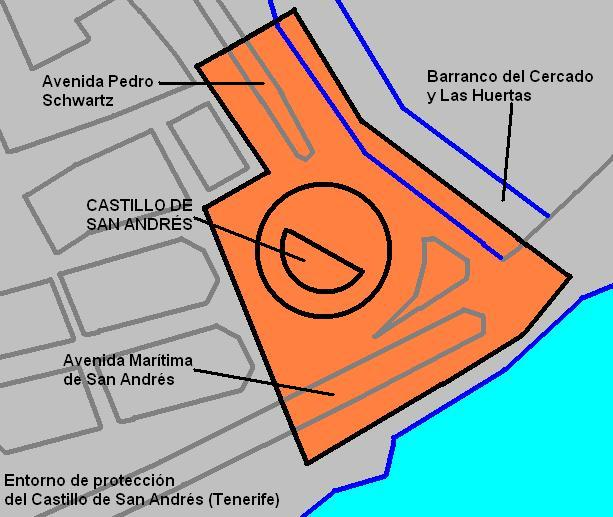
Zona di protezione del castello
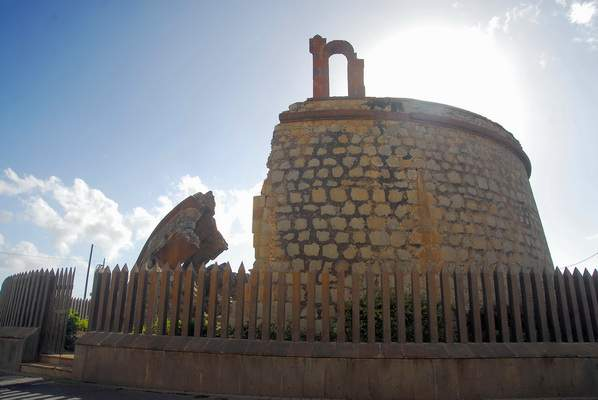